# Stazione di Cancelli di Fabriano
Stazione di Cancelli di Fabriano vasútállomás Olaszországban, Marche régióban, Fabriano településen.

## Vasútvonalak
Az állomást az alábbi vasútvonalak érintik:
- Ancona–Orte -vasútvonal

## Kapcsolódó állomások
A vasútállomáshoz az alábbi állomások vannak a legközelebb: 
- Fabriano old railway station
- Stazione di Fossato di Vico-Gubbio